# Furiosa: A Mad Max Saga
Furiosa: A Mad Max Saga is een Australisch-Amerikaanse postapocalyptische actiefilm uit 2024, geregisseerd en mede geproduceerd door George Miller en is de vijfde film uit Millers Mad Max-reeks.

## Verhaal
De film speelt zich af 15 tot 20 jaar voor de gebeurtenissen in Mad Max: Fury Road. Terwijl de wereld uiteenvalt, wordt de jonge Furiosa weggerukt van de Green Place of Many Mothers en valt ze in de handen van een Biker Horde onder leiding van de Warlord Dementus. Terwijl twee tirannen strijden om de macht over de Citadel, overleeft Furiosa vele beproevingen terwijl ze een weg terug naar huis plant door het Wasteland.

## Rolverdeling
| Acteur          | Personage                    |
| --------------- | ---------------------------- |
| Anya Taylor-Joy | Furiosa                      |
| Alyla Browne    | de jonge Furiosa             |
| Chris Hemsworth | Warlord Dementus             |
| Tom Burke       | Praetorian Jack              |
| Lachy Hulme     | Immortan Joe / Rizzdale Pell |
| Nathan Jones    | Rictus Erectus               |
| John Howard     | The People Eater             |
| Angus Sampson   | The Organic Mechanic         |
| Charlee Fraser  | Furiosa's moeder             |

## Productie
Regisseur George Miller en co-schrijver Nick Lauthoris hebben meer dan 15 jaar besteed aan het schrijven van het script voor Mad Max: Fury Road (2015) en ontwikkelden achtergrondverhalen voor elk personage, waarbij de nadruk vooral lag op hoofdrolspeler "Imperator Furiosa". Dit leidde uiteindelijk tot een scenario rond Furiosa.
In maart 2020, te midden van de COVID-19-lockdown, gebruikte Miller Skype om castingaudities uit te voeren voor de titelrol van Furiosa. Hij koos voor Anya Taylor-Joy nadat hij haar optreden in een vroege montageversie van de film Last Night in Soho had gezien en ze auditie had gedaan.
Nadat er meerdere verschillende data waren gemeld voor de start van het filmen, bevestigde "Deadline Hollywood" in een interview met Miller in mei 2022 dat de opnames van de tweede filmploeg in Australië aan de gang waren, voorafgaand aan de belangrijkste filmopnames. Deze filmopnames gingen van start op 1 juni 2022 en eindigden in oktober 2022.

### Muziek
Tom Holkenborg, alias Junkie XL, verzorgt de filmmuziek. De originele filmmuziek van Holkenborg werd door WaterTower Music ook uitgebracht op een soundtrackalbum.

## Release en ontvangst
Furiosa: A Mad Max Saga ging op 15 mei 2024 in première op het Filmfestival van Cannes, buiten competitie in de Gala-sectie.  De film werd in Australië genomineerd voor 15 AACTA Awards 2024.
De film kreeg overwegend positieve kritieken van de filmcritici, met een score van 90% op Rotten Tomatoes, gebaseerd op 287 beoordelingen.

### Box office
Furiosa: A Mad Max Saga werd op 24 mei 2024 in de Verenigde Staten en Canada uitgebracht naast The Garfield Movie en Sight, en er werd verwacht dat deze tijdens het vierdaagse openingsweekend van Memorial Day ongeveer $ 40 miljoen zou opbrengen in 3750 bioscoopzalen. De film leverde uiteindelijk een tegenvallend totaal van $ 32 miljoen op over de vier dagen en eindigde als eerste, net voor The Garfield Movie.